# CASP

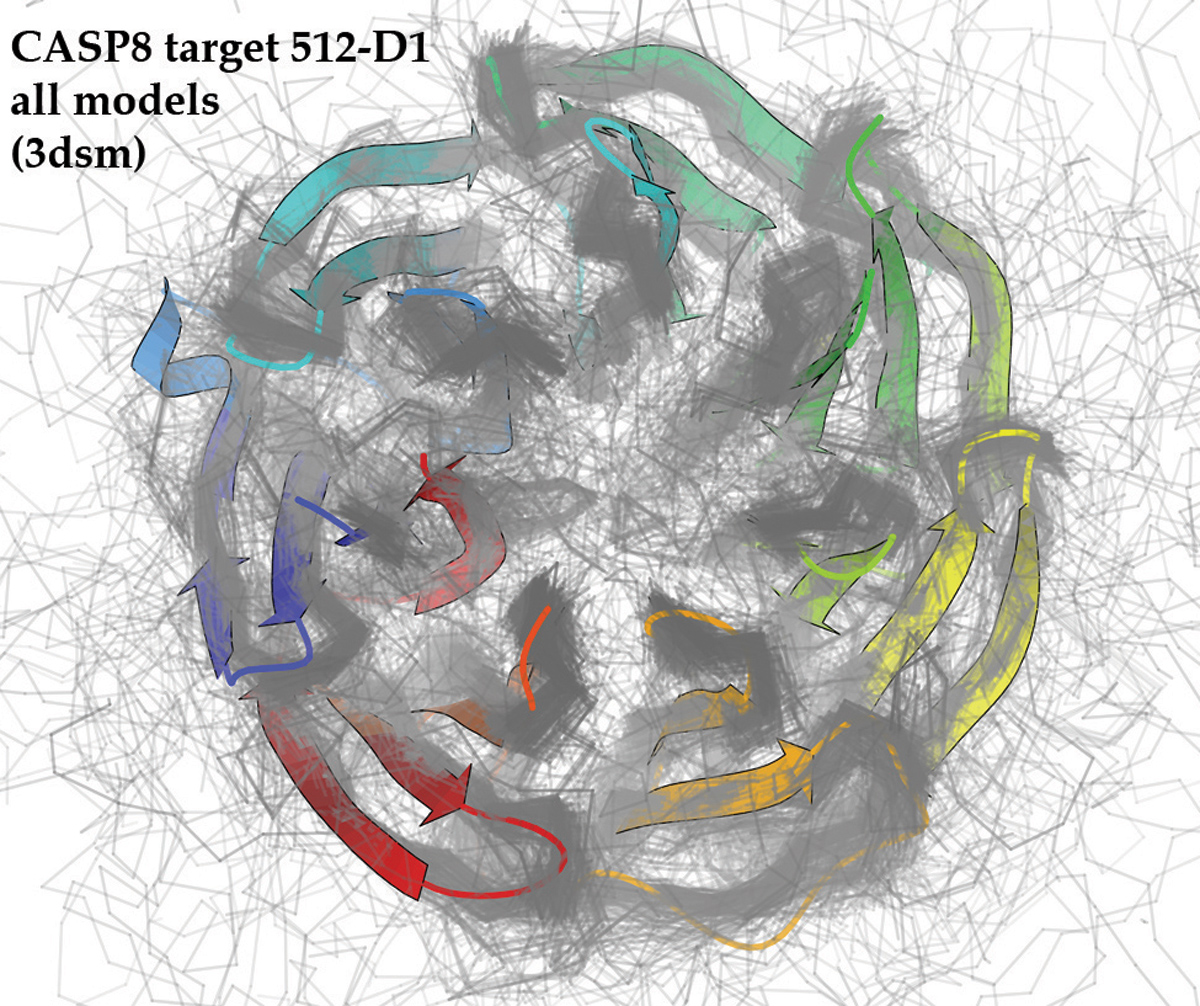
Пример белка из CASP8. Целевая структура показана цветом в ленточной модели. Показано наложение 354 предсказанных структур (серый цвет, визуализация остова).

CASP (англ. Critical Assessment of protein Structure Prediction, критическая оценка предсказания белковых структур) — масштабный эксперимент по предсказанию белковых структур. Проходит с 1994 года с периодичностью каждые два года.
CASP объективно тестирует методы предсказания белковых структур и предоставляет независимую оценку структурного моделирования. Основная цель CASP — помощь в улучшении методов определения трехмерной структуры белков из их аминокислотных последовательностей. Более 100 исследовательских групп принимают участие в проекте на постоянной основе. CASP считается всемирным соревнованием в науке структурного моделирования.

## Выбор белков
Один из главных принципов CASP — отсутствие у участников какой-либо предварительной информации о белке, кроме аминокислотной последовательности. По этой причине в CASP используется двойной слепой метод — ни организаторы, ни эксперты, ни участники не знают структуры тестируемых белков до окончания стадии предсказаний.
Тестируемые белки — чаще всего ещё не разрешенные структуры, полученные методами рентгеноструктурного анализа и ЯМР. Также это могут быть уже разрешенные структуры, но не выложенные в Protein Data Bank.
Выбранные белки могут иметь гомологи по последовательности с известными структурами. Это может быть определено с помощью выравнивания последовательностей методами BLAST или HHsearch. Далее допускается моделирование структуры по гомологии.
Если же гомологи или их структуры отсутствуют, применяется метод предсказания структур de novo. Примером такого метода является Rosetta. На данный момент это направление применимо для небольших белков (не более 100—150 аминокислот). По этой причине категория полностью новых структур в CASP представлена мало.

## Оценка
Основной метод оценки результатов — сравнение положений Сα-атомов предсказанных структур и целевой модели.
Сравнение визуализируется с помощью кумулятивного распределения расстояний между парами эквивалентных Сα-атомов в структурном выравнивании модели и структур. Пример показан на рисунке, целевая модель соответствует нулевому значению на графике.
Численная характеристика качества предсказания — GDT-TS (Global Distance Test — Total Score). Она описывает процент хорошо смоделированных остатков предсказанной структуры.
De novo-предсказания оцениваются также группой экспертов, так как численные методы дают непоказательные результаты для сильно различающихся структур (а методы de novo с большей вероятностью дают неправильные структуры и являются самыми сложными для оценки).
Самые точные предсказания могут оцениваться с помощью сравнения с кристаллом целевой структуры.

### Категории предсказаний
Разные способы оценки могут использоваться для разных категорий:
- предсказания третичной структуры белков (все CASP)
  - моделирование по гомологии
  - распознание укладки белка
  - de novo-предсказания
- предсказания вторичной структуры (отсутствует после CASP5)
- предсказание структурных комплексов (только CASP2, существует отдельный эксперимент CAPRI)
- предсказание контактов между остатками (с CASP4)
- предсказание неструктурированных участков (с CASP5)
- предсказание функции (с CASP6)
- оценка качества модели (с CASP7)
- уточнение модели (с CASP7)
- точное предсказание по образцу (с CASP7)

## Результаты
Результаты CASP публикуются в специальных выпусках журнала Proteins. Доступ к статьям возможен через официальный сайт CASP.
Главная статья выпуска описывает сам эксперимент.

Заключитальная статья выпуска посвящена развитию науки структурного моделирования.